# Bárczay Albert
Bárczai Bárczay Albert (Tiszaroff, 1819. június 12. – Bárca, 1877. január 17.) birtokos, politikus, Abaúj és Torna vármegyék, illetve Kassa főispánja.

## Élete, pályafutása
A nemesi származású bárczai Bárczay család sarja. Bárczay Albert 1819. június 12-én született, bárczai Bárczay Gábor (1789-1883), a Heves vármegyei nemesi felkelés egyik sereg lovaskapitányának és feleségének, péli Nagy Antóniának második gyermekeként, egyetlen fiaként. Testvérei voltak:
- Klementína (1818. május 2. - 1907 körül) első férje Kazinczy László (1810-1841), második férje Comáromy József (1817-1889) volt, aki Abauj vármegye főispánja és kormánybiztosa volt 1849-ben
- Amália (1821-1904) Gulácsy Imre neje
- Erzsébet (1822-1856)
- Róza (1827 - Rásztok, Liptó vármegye, 1900. szeptember 2.)[2] férje Comáromy László (1820-1899), 1848-49-es honvéd, Abaúj-Torna vármegye alispánja,[3] fentebb említett Comáromy József testvére volt.

Kassán tanult. 1848-ban alsómislyei kerület képviselője lett, és ilyen beosztásban küldik Kassára, hogy az ott tárolt 104 mázsa lőport elszállítsa. 1861-ben ismét ezen kerület képviselőjének választották meg, de június 1-jén lemondott, a június 5-i szavazáson már nem vett részt.
1867-ben nevezték ki Abaúj vármegye főispáni helytartójává, majd 1871. december 28-án a belügyminiszter levelében visszahívta Péchy Manó főispánt és helyére Bárczayt helyezték. 1875. január 21-én Torna vármegye főispánjává is megtették. Ezzel a lépéssel vált nyilvánvalóvá a két vármegye egyesítési szándéka. Tényleges egyesítésük még nem valósult meg, hiszen a két vármegyének külön tisztikara volt. A tornai kinevezése előtt három nappal már Abaúj-Torna Vármegyei főispánként hivatkoznak rá, az egyesítési szándék egyértelmű jeleként. Szintén 1875-ben, január 11-én Kassa szabad királyi város főispánjának is kinevezik. Főispáni tisztét egészen 1877-ben bekövetkezett haláláig viselte. 1877. január 20-án helyezték örök nyugalomra Bárcán a családi sírboltba. A két vármegye főispáni tisztében Darvas Imre követte, akinek hivatali ideje alatt ténylegesen is megvalósult Abaúj és Torna vármegye egyesítése.
Feleségét, az 1826. augusztus 18-án született okolicsnói Okolicsányi Lujzát 1846. október 17-én vette feleségül, aki ugyanabban az évben halt meg mint Bárczay Albert (1877. január 18-án) december 19-én, Bárcán. Egy lányuk született, Ilona (1848. szeptember 19-pén), aki 1867. május 22-én kakaslomnici Berzeviczy Egyed császári és királyi kamarás (szül. 1835. december 24.) felesége lett.